# Rällingen
Rällingen är en sjö i Hedemora kommun i Dalarna och ingår i Dalälvens huvudavrinningsområde. Sjön har en area på 0,468 kvadratkilometer och ligger 107,9 meter över havet. Sjön avvattnas av vattendraget Nybobäcken.

## Delavrinningsområde
Rällingen ingår i det delavrinningsområde (670551-151195) som SMHI kallar för Utloppet av Rällingen. Medelhöjden är 143 meter över havet och ytan är 4,67 kvadratkilometer. Räknas de 5 avrinningsområdena uppströms in blir den ackumulerade arean 43,28 kvadratkilometer. Nybobäcken som avvattnar avrinningsområdet har biflödesordning 3, vilket innebär att vattnet flödar genom totalt 3 vattendrag innan det når havet efter 175 kilometer. Avrinningsområdet består mestadels av skog (66 procent) och jordbruk (10 procent). Avrinningsområdet har 0,46 kvadratkilometer vattenytor vilket ger det en sjöprocent på 9,9 procent. Bebyggelsen i området täcker en yta av 0,03 kvadratkilometer eller 1 procent av avrinningsområdet.